# لالایی‌های محور شرارت
لالایی‌هایی از محور شرارت (به انگلیسی: Lullabies from the Axis of Evil) مجموعه‌ای از لالایی‌های از ایران، عراق و کره شمالی («محور شرارت»)، سوریه، لیبی و کوبا («فراتر از محور شرارت») و همچنین افغانستان و فلسطین است.
این آلبوم توسط اریک هیلستاد، تهیه‌کننده نروژی موسیقی، در واکنش به استفاده از عبارت «محور شرارت» در سال ۲۰۰۲ توسط جرج بوش، رئیس جمهوری ایالات متحده، تهیه شد.
از ایران، مرجان و مهسا وحدت و پری زنگنه در این پروژه مشارکت داشتند.

## جنجال‌ها
- تهیه‌کنندهٔ این آلبوم ادعا کرد چندین هنرمند در این پروژه مشارکت نکردند، زیرا نگران بودند مورد بایکوت صنعت موسیقی و رسانه‌ها قرار بگیرند.
- مطابق بیانیه‌ای از توزیع‌کنندهٔ این آلبوم در ایالات متحده، آن شرکت توسط دولت بوش در لیست سیاه قرار گرفت [نیازمند منبع].